# Mózes moldvai fejedelem
Mózes moldvai fejedelem, román nyelvű forrásokban Moise Movilă (1596 – 1661)[forrás?] Moldva uralkodója volt 1630. április és 1631. május, illetve 1633. augusztus és 1634. május között.
Simion Movilă fia, testvérei Gavril Movilă és Mihail Movilă voltak. Mindkét uralkodása esetén jelentős összegű arany árán került a trónra. Azon kívül, hogy mindenáron meg akarta tartani az uralmat, semmivel nem tűnt ki. Elődjének, Alexandru Iliașnak sikerült elérnie, hogy megfosszák a tróntól. Kihasználva Vasile Lupu felkelését a görögök ellen, Alexandru Iliaș halálát és Miron Barnovschi-Movilă meggyilkolását, Moise Movilă ismét uralomra került. Gyanúba fogta a szilisztrai pasa és Matei Basarab által támogatott Vasile Luput, aki ezért szökésre kényszerült. A következő évben, a török-lengyel háború idején, a törökök arra számítottak, hogy a szövetséges román uralkodó az ő oldalukon áll, de Mózes elárulta őket, téves információkat szolgáltatva. Az árulás és Vasile Lupu intrikái vezettek 1634-ben a trónfosztásához. Mózes Lengyelországba szökött vagyonával.